# NK Šokadija Đeletovci
NK Šokadija Đeletovci je nogometni klub iz Đeletovaca.
U sezoni 2020./21. se natječe se u 3. ŽNL Vukovarsko-srijemska NS Vinkovci.
U sezoni 2008./09. klub je zauzeo posljednje mjesto u 2. ŽNL Vukovarsko-srijemska, da bi se nakon samo jedne sezone u 3. ŽNL i osvojenog 1. mjesta vraća u 2. ŽNL.